# Justin Minaya
Justin Minaya, né le 26 mars 1999 à Harrington Park dans le New Jersey, est un joueur dominicano-américain de basket-ball évoluant au poste d'ailier.

## Biographie

### Carrière professionnelle
En avril 2023, il signe un contrat de 10 jours en faveur des Trail Blazers de Portland.
En octobre 2023, il signe un contrat two-way avec les Blazers, qui est renouvelé en juillet 2024.